# San Pedro (Copán)
San Pedro (uit het Spaans: "Sint-Pieter") is een gemeente (gemeentecode 0420) in het departement Copán in Honduras.
Het gebied was bewoond door een aantal families uit Comayagua. Zij kwamen hier op zoek naar landbouwgrond. In 1836 stichtten zij een dorp met de naam Llano Grande ("Grote vlakte"). Het maakte deel uit van de gemeente Cucuyagua tot het in 1887 een zelfstandige gemeente werd. In 1892 werd het dorp bezocht door bisschop Manuel Francisco Vélez. Op zijn verzoek werd de naam veranderd in San Pedro Copán. Het dorp ligt in het Dal van Cucuyagua aan de rivier Catapa.

## Bevolking
De bevolking is als volgt verdeeld:
| Vrouwen | 3921 | 50,8% |
| Mannen  | 3795 | 49,2% |

## Dorpen
De gemeente bestaat uit zes dorpen (aldea), waarvan het grootste qua inwoneraantal: San Pedro (code 042001).